# Play It as It Lays
Play It as It Lays (bra: O Destino que Deus me Deu) é um filme estadunidense de 1972, do gênero drama, dirigido por Frank Perry, estrelado por Tuesday Weld e Anthony Perkins, e coestrelado por Tammy Grimes e Adam Roarke. O roteiro de Joan Didion e John Gregory Dunne foi baseado no romance homônimo de 1970, da própria Didion.
A trama retrata a história de uma ex-modelo e atriz de filmes B, que relembra os eventos traumáticos que a conduziram a um colapso mental enquanto está sob os cuidados de um hospital psiquiátrico.

## Sinopse
Maria Wyeth Lang (Tuesday Weld), uma ex-modelo oriunda de uma pequena cidade de Nevada, agora desfruta do sucesso como uma atriz de filmes B. No entanto, sua vida é marcada pelo casamento tumultuado com o diretor infiel e temperamental Carter Lang (Adam Roarke), levando-a a uma luta constante contra a depressão, o que a faz ser institucionalizada. Passeando pelas dependências de um hospital psiquiátrico, ela relembra os acontecimentos traumáticos que culminaram ao seu colapso mental.
Maria recorda ser negligenciada pelo marido e se envolver em um caso extraconjugal com Les Goodwin (Richard Anderson), o que resultou em uma gravidez. Ao revelar a Carter que espera um filho de outro homem, ele insiste que ela faça um aborto ilegal. Seu único amigo e confidente é B. Z. Mendenhall (Anthony Perkins), um infeliz produtor cinematográfico homossexual. Desencantado com a vida, ele propõe a Maria um pacto de suicídio, uma decisão que começa a influenciar suas ações anteriores ao ato.

## Elenco
- Tuesday Weld como Maria Wyeth Lang
- Anthony Perkins como B. Z. Mendenhall
- Tammy Grimes como Helene Mendenhall
- Adam Roarke como Carter Lang
- Ruth Ford como Carlotta
- Eddie Firestone como Benny Austin
- Diana Ewing como Susannah
- Paul Lambert como Larry Kulik
- Chuck McCann como Assistente
- Severn Darden como Hipnotizador
- Tony Young como Johnny Waters
- Richard Anderson como Les Goodwin
- Elizabeth Claman como Garota
- Mitzi Hoag como Patsy
- Tyne Daly como Jornalista
- Roger Ewing como Nelson
- Richard Ryal como Gerente de Apartamento
- John Finnegan como Frank
- Tracy Morgan como Jeanelle
- Darlene Conley como Enfermeira
- Arthur Knight como Ele mesmo
- Albert Johnson como Ele mesmo
- Allan Warnick como Palestrante

Não-creditados
- Mike Edwards como Nelson
- Jennifer C. Lesko como Kate

## Produção
A produção do filme foi iniciada em 6 de dezembro de 1971 e encerrada em meados de fevereiro de 1972. As filmagens foram feitas em locações em Hollywood e Malibu, ambas na Califórnia, e em Las Vegas, Nevada.
Joan Didion queria que Sam Peckinpah dirigisse a adaptação de seu romance, mas ele não havia entendido completamente por que ela o escolheu, considerando que seu sucesso anterior como diretor era em filmes de faroeste. Por causa disso, Peckinpah recusou a oferta.
Inicialmente, Elizabeth Ashley, Tuesday Weld, Bonnie Bedelia e Lauren Hutton foram as atrizes consideradas para interpretar a personagem principal. O produtor Dominick Dunne escalou Weld, sua vizinha em Malibu, para o papel. No entanto, o diretor Frank Perry argumentou a favor de Bedelia, afirmando que a personagem "Maria deveria ser anoréxica e Tuesday estava bastante corpulenta".
Diana Lynn foi originalmente escalada para o papel de Helene, mas sofreu um acidente vascular cerebral e faleceu em 18 de dezembro de 1971, dias após o início das filmagens.

## Recepção
Vincent Canby, em sua crítica para o The New York Times, achou o roteiro e a direção um tanto "banais", mas elogiou as atuações de Weld e Perkins. Sobre a produção em geral, ele escreveu: "Play It as It Lays tem um visual tão chique e elegante que me lembra um baile de caridade para a saúde mental. A causa é boa, mas parece ser a última coisa que passa pela cabeça de alguém neste momento. Ao contrário do romance, que evoca pena, é mais provável que o filme evoque inveja pura e não adulterada".
Roger Ebert, para o Chicago Sun-Times, deu ao filme 4/4 estrelas e elogiou o desempenho dos dois protagonistas: "O que faz o filme funcionar tão bem neste terreno difícil é, felizmente, fácil de dizer: foi bem escrito e dirigido, e Tuesday Weld e Anthony Perkins estão perfeitamente escalados como Maria e seu amigo B. Z. O material é tão fino (e precisa ser) que os atores têm que trazer textura humana junto com eles. Eles o fazem, e nos fazem se importar com personagens que desistiram de se importar consigo mesmos".
Molly Haskell, para o The Village Voice, afirmou que teve "dificuldade em lembrar [do filme]". Sobre o desempenho de Weld, ela declarou: "Tuesday Weld é maravilhosa, mas não melhor do que ela já foi. Agora, porém, é a hora de ela receber os elogios que foram negados à sua personalidade culturalmente nada chique ... Ela se tornou 'séria' ... Não é negando a excelência de sua performance neste filme, mas sim expressando que ela era igualmente adorável nos outros".
O crítico John Simon descreveu-o como "um filme muito ruim".
No Rotten Tomatoes, site agregador de críticas, 50% das 8 críticas do filme são positivas, com uma classificação média de 9,3/10.

## Prêmios e indicações
| Ano  | Cerimônia     | Categoria                       | Indicado     | Resultado | Ref.          |
| ---- | ------------- | ------------------------------- | ------------ | --------- | ------------- |
| 1973 | Globo de Ouro | Melhor atriz em filme dramático | Tuesday Weld | Indicada  | [ 17 ] [ 18 ] |